# Emil Sajfutdinov
Emil Damirovitj Sajfutdinov (russisk: Эми́ль Дами́рович Сайфутди́нов, født 26. oktober 1989 i Salavat, Rusland) er en russisk speedwaykører.
Han startede sin karriere hos Mega-Lada Togliatti. Kort tid før sin 16-års fødselsdag i 2005 fik han sin speedway-licens. I samme sæson var han med til at vinde det russiske mesterskab, og han blev samtidig den 15. bedst scorende i ligaen.
I 2009 kom han med i Speedway Grand Prix, og vandt flere løb i sin debut-sæson.